# Prokopievka (Krasnoiarsk)
|  | Per a altres significats, vegeu «Prokopievka». |

Prokopievka (en rus: Прокопьевка) és un poble del krai de Krasnoiarsk, a Rússia, que en el cens del 2010 tenia 169 habitants. Pertany al districte d'Ilanski.